# Irwinton
Irwinton – miasto w Stanach Zjednoczonych, w stanie Georgia, siedziba administracyjna hrabstwa Wilkinson.